# Донанемаб
Донанемаб — биологический препарат, проходящий III фазу клинических испытаний для определения того, замедляет ли он прогрессирование болезни Альцгеймера на ранних стадиях. Донанемаб был разработан компанией Eli Lilly and Co.. Согласно исследованиям, донанемаб способен замедлять снижение когнитивных функций человека примерно 35%.
Донанемаб, также известный как N3pG, представляет собой антитело, вырабатываемое мышами и нацеленное на аномальный белок бета-амилоид (Aβ). Хотя причина болезни Альцгеймера остается неизвестной, достижения в понимании патологии амилоида выявили возможную связь между количеством амилоидных бляшек, отложившихся в головном мозге, и развитием болезни Альцгеймера. Донанемаб воздействует на амилоидные бляшки, потенциально уменьшая избыток белка, который может быть фактором болезни Альцгеймера.
По принципам действия похож на препараты леканемаб компании Eisai и Biogen (одобрен к производству) и адуканумаб (запрещен к производству европейскими регуляторам из-за высоких рисков).